# مندوب دعاية
مندوبو الدعاية، والمعروفون أيضًا باسم ممثلي الدعاية، هم أشخاص يتم توظفيهم لـالترويج لاسم تجاري أو منتج أو خدمة. وبصفة عامة، يتم توظيف هؤلاء المندوبون من قبل وكالات تسويق الفعاليات ووكالات التوظيف والشركات التي تختار الترويج لـمنتجاتها وخدماتها وماركاتها من خلال الفعاليات الحية والجولات التسويقية المتنقلة ووسائل التسويق غير التقليدي بدلاً من الإعلان عبر التلفاز والمذياع والصحافة المطبوعة.

## المهام الوظيفية
إقناع العملاء باستخدام المواد المعروضة من خلال عروض المبيعات الترويجية المقدمة من موزع السلع المبيعة بالجملة: زيارة منشآت البيع بالتجزئة مثل المتاجر متعددة الأقسام والمشارب والمراكز التجارية والنوادي لإقناع العملاء باستخدام المواد المعروضة للترويج لبيع منتجات الشركة. تقديم المواد الترويجية مثل الملصقات والأكواب والمناديل وعينات من المنتج، وتنظيم عرض المنتجات في مؤسسات العملاء. وقد يتلقى أيضًا الطلبات من العملاء.

## المسميات الوظيفية البديلة
- عارضة ترويجية
- مندوب تسويق
- ممثل ماركة
- عارض ترويجي للمنتج
- فرق تسويق بالشوارع
- فريق تسويق غير تقليدي
- فريق عمل فعاليات
- مجمع حشود
- ممثل دعاية